# What Can I Say
What Can I Say is een nummer van de Amerikaanse muzikant Boz Scaggs. Het is de derde single van zijn zevende studioalbum Silk Degrees uit 1976. In november dat jaar werd het nummer eerst in de VS en Canada op single uitgebracht. Op 7 januari 1977 volgden Europa, Australië en Nieuw-Zeeland.

## Achtergrond
Scaggs schreef het nummer samen met David Paich, die een jaar later bekend werd als toetsenist van Toto. "What Can I Say" gaat over een jongen die een meisje probeert te overtuigen hem een kans te geven. In Scaggs' thuisland de VS bereikte de olaat een bescheiden 42e positie in de Billboard Hot 100. In Canada werd de 55e positie bereikt, Australië de 54e, Nieuw-Zeeland de 34e en in het Verenigd Koninkrijk de 10e positie in de UK Singles Chart.
In het Nederlandse taalgebied was de plaat succesvoller. In Nederland werd de plaat veel gedraaid op Hilversum 3 en werd een hit in de destijds twee landelijke hitlijsten op de nationale publieke popzender. De plaat bereikte de 5e positie in zowel de Nationale Hitparade als de Nederlandse Top 40. In de op Hemelvaartsdag 27 mei 1976 gestarte Europese hitlijst op Hilversum 3, de TROS Europarade, werd de 11e positie bereikt.
In België bereikte de plaat de  11e positie in de voorloper van de Vlaamse Ultratop 50, de 12e positie in de Vlaamse Radio 2 Top 30 en de 13e positie in de voorloper van de Waalse Ultratop 50.

## NPO Radio 2 Top 2000
| Nummer met noteringen in de NPO Radio 2 Top 2000 | '99  | '00 | '01  | '02  | '03  | '04  | '05  | '06  | '07  | '08  |
| ------------------------------------------------ | ---- | --- | ---- | ---- | ---- | ---- | ---- | ---- | ---- | ---- |
| What Can I Say                                   | 1372 | -   | 1451 | 1188 | 1645 | 1695 | 1784 | 2000 | 1938 | 1751 |

1. ↑  Een '-' betekent dat het nummer niet was genoteerd en een vetgedrukt getal geeft de hoogste notering aan.
2. ↑  Deze tabel is bijgewerkt tot en met de laatste editie (2024).